# Filles du Saint-Cœur de Marie (La Flèche)
Les Filles du Saint-Cœur de Marie, dite de la Providence, sont une congrégation religieuse française, fondée à La Flèche en 1806 par Françoise Jamin. Bien que très active dès les premières années de son existence, la congrégation de la Providence, installée dans la maison familiale de Françoise Jamin, n'est officiellement reconnue que par une ordonnance royale du 23 mars 1828. 
Après le décès de leur fondatrice et supérieure en 1840, les Filles du Saint-Cœur de Marie ont fondé deux autres couvents : l'un à Vendôme en 1846, l'autre à Mayenne (commune) en 1865. Elles observent une règle proche de celle de Saint Augustin.